# Шмелёв, Николай Андреевич (политик)
Николай Андреевич Шмелёв (1892, Владимирская губерния — 1937, Узбекская ССР) — эсер, делегат Всероссийского учредительного собрания.

## Биография

### Ранние годы
Николай Шмелёв родился в 1892 году в селе Груздево Вязниковского уезда (Владимирская губерния) в семье народного учителя, позднее ставшего инспектором гимназии. Николай окончил землемерное училище в Уфе, в котором возглавлял эсеровский кружок. В 1914 году Николай Шмелёв оказался под тайным надзором «охранки».
По окончании училища Николай Андреевич работал землемером и одновременно руководил уфимской организацией социалистов-революционеров, в которую входили как учащиеся землемерного училища, так и местного Учительского института и Духовной семинарии. В конце октября 1914 года он составил текст антивоенной листовки, но не сумел её выпустить по техническим причинам.
После начала Первой мировой войны Николай Шмелёв был призван в армию в звании прапорщика. Оказался в 190-м пехотном полку (XI армия) на Румынском фронте.

### Политическая карьера
После Февральской революции Николай Андреевич активно включился в эсеровскую партийную работу. В 1917 году он был избран в члены Учредительного собрания от Румынского фронта по списку № 3 (Партия социалистов-революционеров и Совет крестьянских депутатов фронта). 5 января 1918 года он стал участником знаменитого заседания-разгона Собрания.
За участие в III-ем Всероссийском съезде крестьянских депутатов, вставшем на защиту Собрания, Шмелёв был ненадолго арестован. Летом 1918 года он выехал в Самару, где 9 июля стал седьмым членом КОМУЧа. Во время Гражданской войны он занимал должности секретаря и заместителя управляющего ведомством путей сообщения, участвовал в Уфимском государственном совещании в сентябре 1918 года.
В конце сентября 1918 года Николай Шмелёв был откомандирован в Ижевск для организации помощи Прикамскому комитету членов Учредительного собрания. В январе 1919 года, после установления диктатуры Колчака, он объявил об отказе эсеров от вооруженной борьбы с большевиками.
В то же время Шмелёв был членом оппозиционной группы «Народ» и редколлегии одноимённой газеты. Он являлся одним из авторов публицистического сборника «К прекращению войны среди демократии» (1919). В октябре 1919 года, как член группы «Народ», провел мобилизацию в Красную армию против войск Деникина. Возможно, командовал партизанским отрядом в тылу у белых.
В дальнейшем Николай Андреевич был избран в состав Центрального бюро Меньшинства ПСР (МПСР). В 1921 году он работал в кооперативном отделе Наркомзема. Во время Кронштадтского восстания он вошёл в состав подпольного «Политического центра» МПСР, который пытался установить связь с моряками.

### В СССР
В мае 1923 году Николай Шмелёв был арестован ОГПУ по обвинению в руководстве нелегальной эсеровской организацией в Уфе: был приговорён к 2 годам заключения в Соловецком лагере особого назначения. В мае 1925 года, по окончании срока заключения, он был сослан в Краснококшайск, где женился на ссыльной студентке. 12 октября 1926 года Николай Шмелёв обратился с заявлением в ОГПУ о возвращении изъятых у него при обыске рукописей. В 1927 году отбывал ссылку (срок которой был продлен) в Казани, Свердловске, и Тобольске.
В эти годы Николай Андреевич закончил филологический факультет Ленинградского университета (экстерном), написав дипломную работу у профессора Бориса Томашевского. В дальнейшем он проживал в Боровичах в Новгородской области, работая экономистом на фабрике.
В апреле 1935 года Шмелёв был вновь арестован и, по решению советского суда, выслан на 5 лет в Узбекскую ССР. В Среднеазиатской ссылке он работал директором садово-паркового хозяйства, пока (в сентябре 1937 года) снова не был арестован и приговорён к расстрелу. Приговор был приведен в исполнение.

## Произведения
- «К прекращению войны среди демократии» (сборник статей: К. С. Буревой, В. К. Вольский, Н. Б. Святицкий, Б. Н. Черненков, Н. А. Шмелев)[2].

## Семья
Жена: Дина Карасик — студентка из Ленинграда.